# Superpress
Wydawnictwo Humoru i Satyry Superpress powstało w 1990 roku w Lublinie, jako prywatne przedsiębiorstwo satyryka Szczepana Sadurskiego. Pierwszym czasopismem wydawanym przez Superpress był "Dobry Humor" (wrzesień 1991), potem dołączyły kolejne: "103 Najlepsze Dowcipy" (1993), "Super Dowcipy" (1995), "Dowcip Miesiąca" (1997) i "Twój Dobry Humor". Wraz z rozwojem, w 1993 r. siedzibę wydawnictwa przeniesiono do Warszawy. Do 2010 roku ukazało się ponad 750 publikacji, w tym m.in. popularna seria książkowa 333 Najlepsze Dowcipy. Z wydawnictwem współpracują satyrycy polscy i zagraniczni. Obecnie wydawnictwo zajmuje się także działalnością pozaprasową, m.in. oferuje rysowanie karykatur na żywo, sprzedaje prasie, portalom i innym firmom rysunki satyryczne i dowcipy.

## Czasopisma wydawnictwa

### Dobry Humor
Dobry Humor – ogólnopolskie czasopismo humorystyczno-satyryczne redagowane przez Szczepana Sadurskiego, ukazujące się w Polsce od 1991 roku. Początkowo jako miesięcznik z dowcipami tekstowymi i rysunkowymi – w każdym numerze kolejny temat z dowcipami oraz stałe rubryki, później drukujące też inne formy humorystyczne i satyryczne. W najlepszym okresie (połowa lat 90.) nakład czasopisma przekraczał 200 tys. Czasopismem od samego początku kierował satyryk, rysownik Szczepan Sadurski. W roku 2012 ukazał się ostatni, 213. numer.

### 103 Najlepsze Dowcipy
103 Najlepsze Dowcipy – seria broszur o charakterze rozrywkowym, ukazująca się w Polsce od 1993  do 2009 roku. Można tu było znaleźć dokładnie 103 najlepsze dowcipy na wybrany, co miesiąc inny temat, zilustrowane rysunkami satyrycznymi różnych autorów. Dowcipy i rysunki do publikacji wybierał satyryk i rysownik Szczepan Sadurski.

### Super Dowcipy
Super Dowcipy – ogólnopolskie czasopismo humorystyczne (początkowo miesięcznik, od 2006 r. dwumiesięcznik), wydawane od 1995 do 2013 roku. Publikowało dowcipy i rysunki humorystyczne różnych autorów.

### Twój Dobry Humor
Twój Dobry Humor – ogólnopolskie czasopismo satyryczno-humorystyczne ukazujące się w Polsce i redagowanie przez satyryka Szczepana Sadurskiego. Publikowało rysunki satyryczne, teksty satyryczne i inne formy o treściach satyrycznych, tworzone przez satyryków polskich i zagranicznych. Początkowo, od 1997 r. ukazywał się "Dobry Humor-Rysunki", w 1999 r. czasopismo zmieniło nazwę na Kościotrup, a od 2000 r. ukazywało się pod nazwą "Twój Dobry Humor". Pod koniec 2008 r. Twój Dobry Humor połączył się z Dobrym Humorem.

### Dowcip Miesiąca
Dowcip Miesiąca – ogólnopolskie czasopismo z dowcipami i humorem rysunkowym (miesięcznik), wydawane w Polsce między 1997 a 2006 r, redagowane przez Szczepana Sadurskiego. Ukazało się 110 numerów. Publikowało dowcipy na różne tematy. Z racji łagodnej treści dowcipów oraz niskiej ceny, było najchętniej kupowane przez młodych czytelników.

### E-tygodnik Dobry Humor
Były bezpłatny tygodnik wysyłany Internetem do kilkudziesięciu tysięcy czytelników, redagowany przez satyryka Szczepana Sadurskiego od początku XXI wieku. Nazwa nieprzypadkowo nawiązuje do miesięcznika z dowcipami "Dobry Humor", wydawanego przez Superpress oraz do portalu DobryHumor.pl. Można w nim było znaleźć dowcipy, anegdoty, linki do stron internetowych z zabawnymi materiałami oraz konkursy z nagrodami. W 2010 r. z powodu braku czasu, autor zrezygnował z redagowania tytułu.